# Super Rugby 2017
Die Saison 2017 war die siebte Ausgabe von Super Rugby, einem Rugby-Union-Wettbewerb mit 18 Franchise-Mannschaften aus Australien, Neuseeland und Südafrika, sowie Japan und Argentinien. Die Saison begann am 23. Februar 2017 und endete mit dem Finale am 5. August 2017. Es wurden insgesamt 142 Spiele ausgetragen. Die 18 Teams waren in zwei Gruppen mit jeweils zwei Conferences eingeteilt.

## Modus
Jedes Team spielt in der regulären Saison nach folgendem Muster:
- Innerhalb der Conference: Jedes Team aus den zwei Afrika-Conferences absolviert je zwei Spiele gegen die drei anderen Teams in seiner Conference (ein Heim- und Auswärtsspiel). Jedes Team der australasiatischen Gruppen spielt je zwei Spiele gegen zwei andere Teams in seiner Conference (ein Heim- und Auswärtsspiel), sowie ein Spiel (jeweils ein Heim- und Auswärtsspiel) gegen die verbliebenen zwei Teams.
- Innerhalb der Gruppe: Jedes Team absolviert ein Spiel gegen jeden Vertreter aus der anderen Conference der jeweiligen Gruppe
- Übrige Spiele: Jedes Team spielt ein Spiel gegen jeden Vertreter einer Conference der anderer Gruppe. 2017 werden die Spiele zwischen Afrika 1 und Neuseeland, sowie zwischen Afrika 2 und Australien absolviert.

Die bestplatzierten Teams der vier Conferences, die drei nächstklassierten Teams in der Gesamttabelle der australasiatische Gruppe und die nächstklassierte in der Gesamttabelle der südafrikanischen Gruppe (Wildcard) ziehen in die Play-offs ein. In den Viertelfinalen der Playoffs haben die Conference-Sieger Heimvorteil gegen die Wildcard-Teams. Es folgen Halbfinale und Finale, wobei das Heimrecht aufgrund der höheren Platzierung in der Gesamttabelle ermittelt wird.

## Ergebnisse

### Australasiatische Gruppe
Australische Conference
|     | Team     | Spiele | Siege | Unent. | Ndlg. | Spiel- punkte | Diff. | Bonus- punkte | Tabellen- punkte |
| --- | -------- | ------ | ----- | ------ | ----- | ------------- | ----- | ------------- | ---------------- |
| 01. | Brumbies | 15     | 6     | 0      | 9     | 315:279       | + 36  | 10            | 34               |
| 02. | Force    | 15     | 6     | 0      | 9     | 313:404       | − 91  | 2             | 26               |
| 03. | Reds     | 15     | 4     | 0      | 11    | 321:479       | − 158 | 5             | 21               |
| 04. | Waratahs | 15     | 4     | 0      | 11    | 396:522       | − 126 | 3             | 19               |
| 05. | Rebels   | 15     | 1     | 1      | 13    | 236:569       | − 333 | 3             | 9                |

Neuseeländische Conference
|     | Team        | Spiele | Siege | Unent. | Ndlg. | Spiel- punkte | Diff. | Bonus- punkte | Tabellen- punkte |
| --- | ----------- | ------ | ----- | ------ | ----- | ------------- | ----- | ------------- | ---------------- |
| 01. | Crusaders   | 15     | 14    | 0      | 1     | 544:303       | + 241 | 7             | 63               |
| 02. | Hurricanes  | 15     | 12    | 0      | 3     | 596:272       | + 324 | 10            | 58               |
| 03. | Chiefs      | 15     | 12    | 1      | 2     | 433:292       | + 141 | 7             | 57               |
| 04. | Highlanders | 15     | 11    | 0      | 4     | 488:308       | + 180 | 7             | 51               |
| 05. | Blues       | 15     | 7     | 1      | 7     | 425:391       | + 34  | 7             | 37               |

### Südafrikanische Gruppe
Afrika 1 Conference
|     | Team      | Spiele | Siege | Unent. | Ndlg. | Spiel- punkte | Diff. | Bonus- punkte | Tabellen- punkte |
| --- | --------- | ------ | ----- | ------ | ----- | ------------- | ----- | ------------- | ---------------- |
| 01. | Stormers  | 15     | 10    | 0      | 5     | 490:436       | + 54  | 3             | 43               |
| 02. | Cheetahs  | 15     | 4     | 0      | 11    | 395:551       | − 156 | 5             | 21               |
| 03. | Bulls     | 15     | 4     | 0      | 11    | 339:459       | − 120 | 4             | 20               |
| 04. | Sunwolves | 15     | 2     | 0      | 13    | 315:671       | − 356 | 4             | 12               |

Afrika 2 Conference
|     | Team     | Spiele | Siege | Unent. | Ndlg. | Spiel- punkte | Diff. | Bonus- punkte | Tabellen- punkte |
| --- | -------- | ------ | ----- | ------ | ----- | ------------- | ----- | ------------- | ---------------- |
| 01. | Lions    | 15     | 14    | 0      | 1     | 590:268       | + 322 | 9             | 65               |
| 02. | Sharks   | 15     | 9     | 1      | 5     | 392:323       | + 69  | 4             | 42               |
| 03. | Jaguares | 15     | 7     | 0      | 8     | 404:386       | + 18  | 5             | 33               |
| 04. | Kings    | 15     | 6     | 0      | 9     | 391:470       | − 79  | 4             | 28               |

Die Punkte werden wie folgt verteilt:
- 4 Punkte bei einem Sieg
- 2 Punkte bei einem Unentschieden
- 0 Punkte bei einer Niederlage (vor möglichen Bonuspunkten)
- 1 Bonuspunkt für drei oder mehr Versuche Unterschied, unabhängig vom Endstand
- 1 Bonuspunkt bei einer Niederlage mit maximal sieben Punkten Unterschied
- Jedes Teams hat zwei Freilose und erhält dafür im Gegensatz zu den Vorjahren keine Punkte gutgeschrieben.

## Finalrunde

### Viertelfinale
| 21. Juli 2017 19:45 AEST | Brumbies                                                                              | 16 : 35         | Hurricanes | GIO Stadium, Canberra Schiedsrichter: Glen Jackson (Neuseeland) |
| 21. Juli 2017 19:45 AEST | Versuche: Dargaville 4. n.erh. Mann-Rea 16. n.erh. Straftritte: Hawera (2/2) 12., 29. | (16:15) Bericht | Versuche: Goosen 8. n.erh., 76. erh. Barrett 26. erh. Perenara 70. erh. Erhöhungen: Barrett (3/4) Straftritte: Barrett (3/3) 39., 49., 66. | GIO Stadium, Canberra Schiedsrichter: Glen Jackson (Neuseeland) |

| 22. Juli 2017 19:35 NZT | Crusaders                                                                                       | 17 : 0         | Highlanders | AMI Stadium, Christchurch Schiedsrichter: Angus Gardner (Australien) |
| 22. Juli 2017 19:35 NZT | Versuche: Read 33. erh. Taylor 40. erh. Erhöhungen: Moʻunga (2/2) Straftritte: Moʻunga (1/3) 6. | (17:0) Bericht |             | AMI Stadium, Christchurch Schiedsrichter: Angus Gardner (Australien) |

| 22. Juli 2017 14:30 SAST | Lions | 23 : 21        | Sharks | Emirates Airline Park, Johannesburg Schiedsrichter: Marius van der Westhuizen (Südafrika) |
| 22. Juli 2017 14:30 SAST | Versuche: Mostert 47. n.erh. Kriel 52. n.erh. Mapoe 61. erh. Erhöhungen: Jantjies (1/3) Straftritte: Jantjies (2/3) 11. Combrinck (1/2) 78. | (3:14) Bericht | Versuche: van Wyk 12. n.erh. du Preez 68. erh. Erhöhungen: Bosch (1/2) Straftritte: Bosch (2/2) 36., 38. Dropgoals: Bosch (1/4) 18. | Emirates Airline Park, Johannesburg Schiedsrichter: Marius van der Westhuizen (Südafrika) |

| 22. Juli 2017 17:00 SAST | Stormers                                                       | 11 : 17       | Chiefs                                                                        | DHL Newlands, Kapstadt Schiedsrichter: Jaco Peyper (Südafrika) |
| 22. Juli 2017 17:00 SAST | Versuche: Kolisi 46. n.erh. Straftritte: Marais (2/3) 24., 63. | (3:9) Bericht | Versuche: Stevenson 75. n.erh. Straftritte: McKenzie (4/4) 30., 33., 39., 52. | DHL Newlands, Kapstadt Schiedsrichter: Jaco Peyper (Südafrika) |

### Halbfinale
| 29. Juli 2017 19:35 NZT | Crusaders | 27 : 13        | Chiefs                                                                                       | AMI Stadium, Christchurch Schiedsrichter: Glen Jackson (Neuseeland) |
| 29. Juli 2017 19:35 NZT | Versuche: Hall 16. erh. Dagg 50. n.erh. Tamanivalu 58. erh., 73. n.erh. Erhöhungen: Moʻunga (2/4) Straftritte: Moʻunga (1/1) 13. | (10:6) Bericht | Versuche: Retallick 77. erh. Erhöhungen: McKenzie (1/1) Straftritte: McKenzie (2/2) 23., 37. | AMI Stadium, Christchurch Schiedsrichter: Glen Jackson (Neuseeland) |

| 29. Juli 2017 14:30 SAST | Lions | 44 : 29         | Hurricanes | Emirates Airline Park, Johannesburg Schiedsrichter: Jaco Peyper (Südafrika) |
| 29. Juli 2017 14:30 SAST | Versuche: van Rooyen 39. erh. Cronje 44. erh. Marx 54. n.erh. Vorster 63. erh. Jantjies 69. erh. Smith 74. erh. Erhöhungen: Jantjies (4/6) Straftritte: Jantjies (2/2) 5., 61. | (10:22) Bericht | Versuche: Perenara 7. n.erh. Goosen 11. erh. A. Savea 30. erh. Laumape 57. erh. Erhöhungen: J. Barrett (2/3) B. Barrett (1/1) Straftritte: J. Barrett (1/2) 20. | Emirates Airline Park, Johannesburg Schiedsrichter: Jaco Peyper (Südafrika) |

### Finale
| 5. August 2017 16:00 SAST | Lions                                                                                              | 17 : 25        | Crusaders | Emirates Airline Park, Johannesburg Zuschauer: 62.000 Schiedsrichter: Jaco Peyper (Südafrika) |
| 5. August 2017 16:00 SAST | Versuche: Marx 65. erh. Fourie 73. erh. Erhöhungen: Jantjies (2/2) Straftritte: Jantjies (1/2) 26. | (3:15) Bericht | Versuche: Tamanivalu 7. erh. Goodhue 12. n.erh. Read 43. erh. Erhöhungen: Moʻunga (2/3) Straftritte: Moʻunga (2/2) 40.+1', 53. | Emirates Airline Park, Johannesburg Zuschauer: 62.000 Schiedsrichter: Jaco Peyper (Südafrika) |

| 15                 | Andries Coetzee          |     |
| 14                 | Ruan Combrinck           | 69. |
| 13                 | Lionel Mapoe             |     |
| 12                 | Harold Vorster           | 53. |
| 11                 | Courtnall Skosan         |     |
| 10                 | Elton Jantjies           |     |
| 09                 | Ross Cronjé              | 61. |
| 08                 | Ruan Ackermann           | 69. |
| 07                 | Kwagga Smith             | 39′ |
| 06                 | Jaco Kriel               |     |
| 05                 | Franco Mostert           |     |
| 04                 | Andries Ferreira         | 53. |
| 03                 | Ruan Dreyer              | 64. |
| 02                 | Malcolm Marx             | 64. |
| 01                 | Jacques van Rooyen       | 64. |
| Auswechselspieler: |                          |     |
| 16                 | Akker van der Merwe      | 64. |
| 17                 | Corné Fourie             | 64. |
| 18                 | Johannes Jonker          | 64. |
| 19                 | Lourens Erasmus          | 53. |
| 20                 | Cyle Brink               | 69. |
| 21                 | Faf de Klerk             | 61. |
| 22                 | Rohan Janse van Rensburg | 53. |
| 23                 | Sylvian Mahuza           | 69. |
| Trainer:           |                          |     |
| Johan Ackermann    |                          |     |

| 15                 | David Havili      |     |
| 14                 | Israel Dagg       | 56. |
| 13                 | Jack Goodhue      |     |
| 12                 | Ryan Crotty       |     |
| 11                 | Seta Tamanivalu   |     |
| 10                 | Richie Moʻunga    |     |
| 09                 | Bryn Hall         | 40. |
| 08                 | Kieran Read       |     |
| 07                 | Matt Todd         |     |
| 06                 | Jordan Taufua     | 50. |
| 05                 | Sam Whitelock     |     |
| 04                 | Scott Barrett     | 56. |
| 03                 | Owen Franks       | 40. |
| 02                 | Codie Taylor      | 56. |
| 01                 | Joe Moody         | 46. |
| Auswechselspieler: |                   |     |
| 16                 | Ben Funnell       | 56. |
| 17                 | Wyatt Crockett    | 46. |
| 18                 | Mike Alaalatoa    | 40. |
| 19                 | Luke Romano       | 56. |
| 20                 | Pete Samu         | 50. |
| 21                 | Mitchell Drummond | 40. |
| 22                 | Mitchell Hunt     |     |
| 23                 | George Bridge     | 56. |
| Trainer:           |                   |     |
| Scott Robertson    |                   |     |

## Statistik
Quelle: SARU

### Meiste erzielte Versuche
| Rang | Spieler          | Mannschaft | Versuche |
| ---- | ---------------- | ---------- | -------- |
| 1.   | Vince Aso        | Hurricanes | 15       |
| 2.   | Ngani Laumape    | Hurricanes | 14       |
| 3.   | James Lowe       | Chiefs     | 11       |
| 3.   | Makazole Mapimpi | Kings      | 11       |
| 5.   | Akira Ioane      | Blues      | 10       |
| 5.   | Seta Tamanivalu  | Crusaders  | 10       |

### Meiste erzielte Punkte
| Rang | Spieler         | Mannschaft | Punkte |
| ---- | --------------- | ---------- | ------ |
| 1.   | Elton Jantjies  | Lions      | 197    |
| 2.   | Curwin Bosch    | Sharks     | 151    |
| 3.   | Damian McKenzie | Chiefs     | 140    |
| 4.   | Lionel Cronjé   | Kings      | 136    |
| 5.   | Beauden Barrett | Hurricanes | 135    |